# ファクリ・モハンマド
ファキール・モハンマド（英語：Faqir Mohammed、1970年 - ）は、パキスタン・ターリバーン運動の指導者の1人。モハンマドは、部族の長や長老ではないが、バジャウル（Bajaur）管区に一定の影響力を有していた。

## 経歴
バジャウル管区出身。マドラサで学ぶ。イスラム法執行運動（Movement for the Enforcement of Islamic Laws）の創設者マウラナ・スーフィー・モハメッドに師事し、そのメンバーとなった。
2001年末、アフガニスタンで逮捕され、パキスタン南部の刑務所に収監されたが、脱走した。アル・カーイダとの関係の嫌疑で、彼の自宅は、パキスタン当局により再三家宅捜索され、指名手配後に焼かれた。モハンマド自身も、アイマン・ザワーヒリーとの密接な関係を公言している。
2009年2月23日、一方的な停戦を自分の支持者に呼びかけた。
2013年2月7日、アフガニスタンで逮捕された。